# Автошлях Т 2122
Автошля́х Т 2122 — територіальний автомобільний шлях в Україні, Барвінкове — Топольське — Ізюм. Проходить територією Барвінківського та Ізюмського районів Харківської області.
Починається в місті Барвінкове Т 2121, проходить через села, Мала Комишуваха Р79, Топольське і закінчується в Ізюмі.
Загальна довжина — 29,6 км.